# Prawda (album)
Prawda – dziesiąty album studyjny zespołu Proletaryat wydany 24 września 2010 za pośrednictwem wytwórni Universal Music Polska. Album jest pierwszym wydawnictwem zespołu, na którym pojawia się Wiktor Daraszkiewicz, były członek formacji Rezerwat.
Album uplasował się na 40. miejscu listy przebojów OLiS. Trasa koncertowa promująca album została rozpoczęta w sierpniu 2010 – premierowe występy promujące album m.in. Toruniu, Nysie i Łodzi objęła ponad 30 polskich miast, m.in. Warszawę, Gdańsk, Wrocław i Zieloną Górę.
W listopadzie 2010 nagrany został oficjalny teledysk do utworu "Ból", a w lutym 2011 do utworu "Ruchomy cel".

## Lista utworów
1. „Podły”
2. „Ruchomy cel”
3. „Myśl”
4. „Do dna”
5. „Ból”
6. „Pokonani”
7. „Prawda”
8. „Punkt”
9. „Qrrara”
10. „Moc”

## Twórcy
- Tomasz Olejnik – śpiew
- Wiktor Daraszkiewicz – gitara elektryczna
- Dariusz Kacprzak – gitara basowa
- Robert Hajduk – perkusja